# La notte non dormo mai - Live on tour 2002
La notte non dormo mai - Live on tour 2002 è un album dal vivo del cantautore italiano Francesco Baccini, pubblicato nel 2003.

## Tracce
1. La notte non dormo mai (versione studio originale) - 5:21
2. Amore disordinato (versione studio originale) - 5:49
3. Ginger e Fred (versione studio originale) - 6:55
4. Figlio unico (live 2002) - 3:54
5. Troppa birra nei bar (live 2002) - 5:35
6. Son resuscitato (live 2002) - 5:20
7. Genova blues (live 2002) - 7:08
8. Ho voglia di innamorarmi (live 2002) - 6:43
9. Fotomodelle (live 2002) - 3:53
10. La fretta e l'amore (live 2002) - 9:10
11. Portugal (live 2002) - 6:42
12. Le donne di Modena (live 2002) - 8:34
13. Giulio Andreotti (live 2002) - 6:56
14. Qua qua quando (live 2002) - 5:50
15. Sotto questo sole (live 2002) - 12:31
16. Figlio unico (live 2002) - 4:19
17. Chissà chi sarò (live 2002) - 7:10
18. Quelli come me (live 2002) - 7:21
19. Genova blues (live 2002) - 7:06
20. Mani di forbice (live 2002) - 7:06
21. Vendo tutto (live 2002) - 4:17
22. Ti amo e non lo sai (live 2002) - 8:41
23. La ballata dell'amore cieco (live 2002) - 5:37
24. Filma! (live 2002) - 5:30
25. Penelope (live 2002) - 5:35
26. Mago Ciro (live 2002) - 8:51
27. Margherita Baldacci (live 2002) - 10:01
28. Il mio nome è Ivo (live 2002) - 13:39
29. Amore disordinato (live 2002) - 5:21
30. Shrek alleluia (versione studio originale) - 5:55